# Max Seckbach
Max Seckbach (* 14. Februar 1866 in Frankfurt am Main; † 28. Februar 1922 ebenda) war ein deutscher Architekt, der zahlreiche Bauten für jüdische Gemeinden schuf.

## Leben

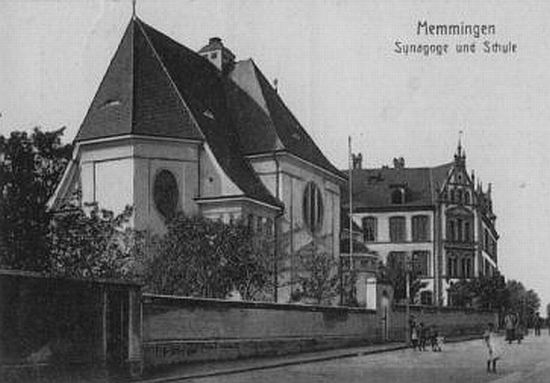
Synagoge in Memmingen

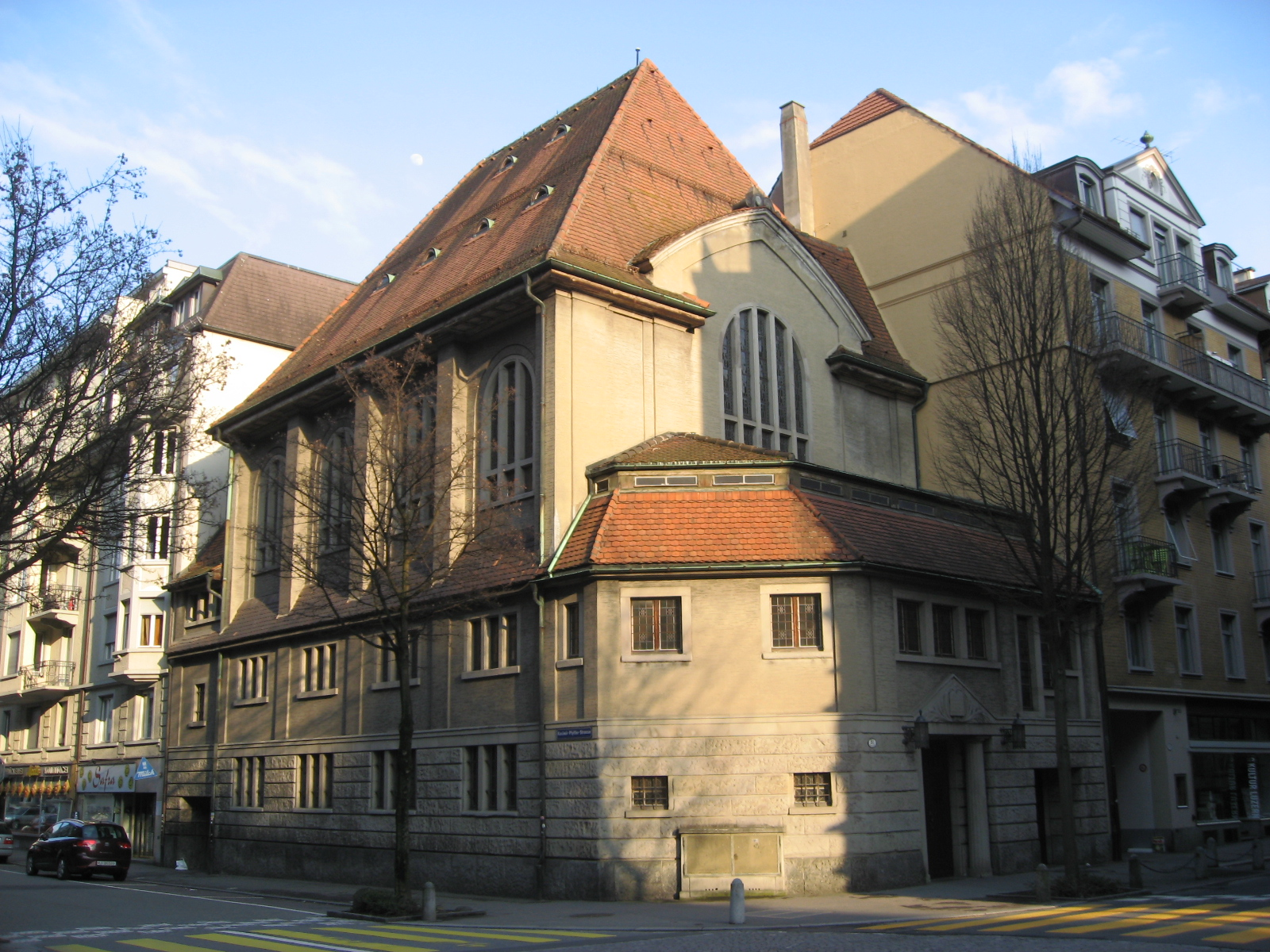
Synagoge in Luzern

Der Vater von Max Seckbach war der Etui- und Portefeuillefabrikant Jakob Seckbach. Max Seckbach studierte von 1883 bis 1888 an der Technischen Hochschule Darmstadt. Im Jahr 1895 ließ er sich in seiner Geburtsstadt als Architekt nieder. 1907 heiratete er in Frankfurt am Main Amalie Buch (1870–1944) aus Hungen in Mittelhessen. Die Ehe blieb kinderlos.
Seine Bautätigkeit begann 1894 mit dem eigenen Mehrfamilienhaus Frankfurter Mainstraße 20. Mindestens 21 weitere, zum größten Teil im Zweiten Weltkrieg zerstörte, Gebäude in Frankfurt wurden nach seinen Plänen errichtet. In Weinheim baute er 1906 für den Textilhändler Isaak Heil das Wohn- und Geschäftshaus Hauptstraße 63. Seine Synagogenbauten in Homburg vor der Höhe (1905), Weinheim (1905) und Memmingen (1909) wurden in der Zeit des Nationalsozialismus zerstört. Die Synagoge in Luzern (1911–1912) ist bis heute erhalten.
Max Seckbach starb am 28. Februar 1922 in Frankfurt am Main. Sein Grab ist auf dem jüdischen Friedhof an der Rat-Beil-Straße in Frankfurt erhalten.